# Machacón (Salamanca)
Machacón ist ein westspanischer Ort und eine Gemeinde (municipio) mit nur noch 445 Einwohnern (Stand: 2024) im Osten der Provinz Salamanca in der Region Kastilien und León. Neben dem Hauptort Machacón gehören die Ortschaften Francos Viejo und Nuevos Francos zur Gemeinde.

## Lage und Klima
Der ca. 810 m hoch gelegene Ort Machacón liegt im Süden der altkastilischen Hochebene (meseta). Der Río Tormes begrenzt die Gemeinde im Osten. Die Großstadt Salamanca, deren Flughafen im Norden der Gemeinde liegt,  ist knapp 15 km in westlicher Richtung entfernt. Durch die Gemeinde führt die Autovía A-50 von Salamanca nach Ávila
Das Klima im Winter ist durchaus kühl; die geringen Niederschlagsmengen (ca. 435 mm/Jahr) fallen – mit Ausnahme der eher trockenen Sommermonate – verteilt übers ganze Jahr.

## Bevölkerungsentwicklung
| Jahr      | 1970 | 1981 | 1991 | 2001 | 2011 | 2021 |
| Einwohner | 784  | 658  | 563  | 533  | 480  | 446  |

Der Bevölkerungsrückgang in der zweiten Hälfte des 20. Jahrhunderts ist im Wesentlichen auf die Mechanisierung der Landwirtschaft und die Aufgabe bäuerlicher Kleinbetriebe zurückzuführen (Landflucht).

## Wirtschaft
Das wirtschaftliche Leben der Landgemeinde war jahrhundertelang in hohem Maße agrarisch geprägt, doch wurde hauptsächlich zum Zweck der Selbstversorgung produziert – im Umland wurde Getreide ausgesät; Gemüse stammte aus den Hausgärten und auch Viehzucht wurde betrieben. Wenngleich viele Einwohner in Salamanca arbeiten, spielt die Landwirtschaft auch heute noch eine wichtige Rolle im Wirtschaftsleben der Gemeinde.

## Sehenswürdigkeiten
- Benediktskirche (Iglesia de San Benito)